# يان دنيس
يان دنيس (بالإنجليزية: Ian Dennis)‏ هو فنان بريطاني، ولد في 19 ديسمبر 1987 في برادفورد في المملكة المتحدة.